# 克拉扎讷
克拉扎讷（法語：Crazannes，法語發音：[kʁazan]）是法国滨海夏朗德省的一个市镇，位于该省中部，属于桑特区。

## 地理
克拉扎讷（45°50'56"N, 0°42'16"W）面积4.81 平方千米，位于法国新阿基坦大区滨海夏朗德省，该省份为法国西部滨海省份，北起旺代省，西临大西洋，南至吉倫特省，东南接多爾多涅省，东北接德塞夫勒省接壤，东临夏朗德省。
与克拉扎讷接壤的市镇（或旧市镇、城区）包括：热村、勒曼、普拉赛、昂沃港、圣萨维尼安。

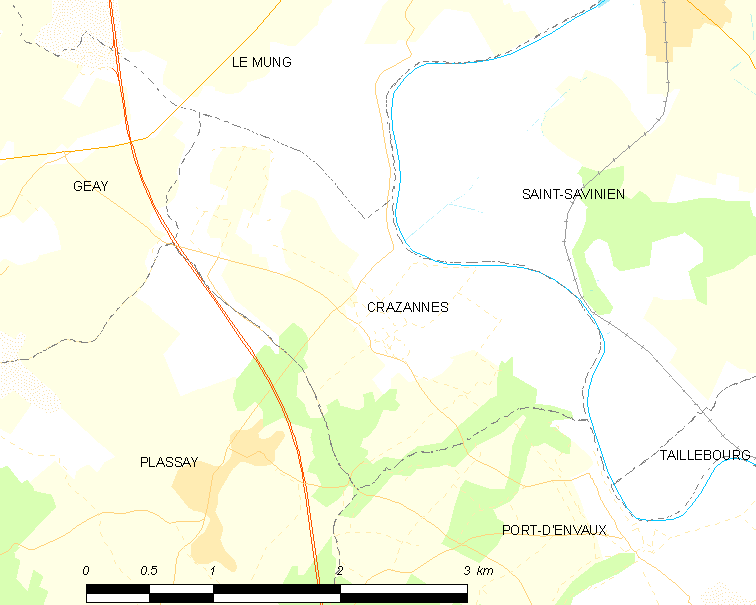
克拉扎讷的OSM定位图

克拉扎讷的时区为UTC+01:00、UTC+02:00（夏令时）。

## 行政
克拉扎讷的邮政编码为17350，INSEE市镇编码为17134。

## 政治
克拉扎讷所属的省级选区为圣波谢尔县。

## 人口

1962-2008年间克拉扎讷人口变化图示

克拉扎讷于2022年1月1日时的人口数量为442人。